# Iman Willem Falck
Iman Willem Falck (né le 25 mars 1736 à Colombo, et mort le 6 février 1785 à Colombo) est le 40e gouverneur du Ceylan néerlandais. 
Il a été chef marchand pour la Compagnie néerlandaise des Indes orientales en 1761, deuxième secrétaire du Conseil de l'Inde en 1763, gouverneur de Ceylan 1765-1785, membre du conseil ordinaire de l'Inde en 1766, et membre  du Conseil de l'Inde en 1775.

## Biographie

### Vie personnelle
Fils de Frans Willem et d'Adriana Gobius, il a épousé Theodora Rudolpha de Wendt le 27 février 1763, à Batavia, actuel Jakarta. Le mariage était sans enfant. 